# Ateliers P. Sage

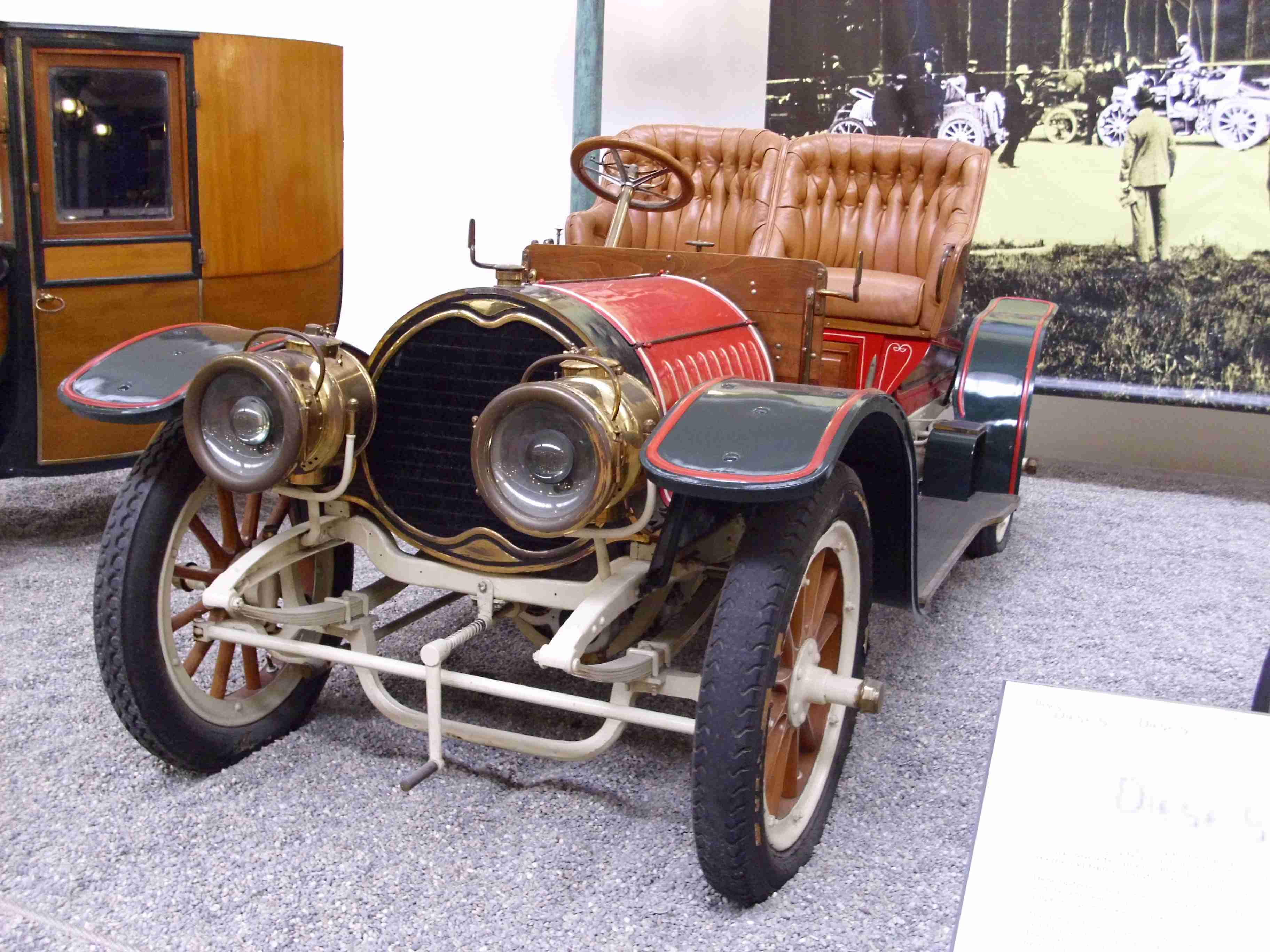
Sage von 1906 in der Cité de l’Automobile – Musée National – Collection Schlumpf

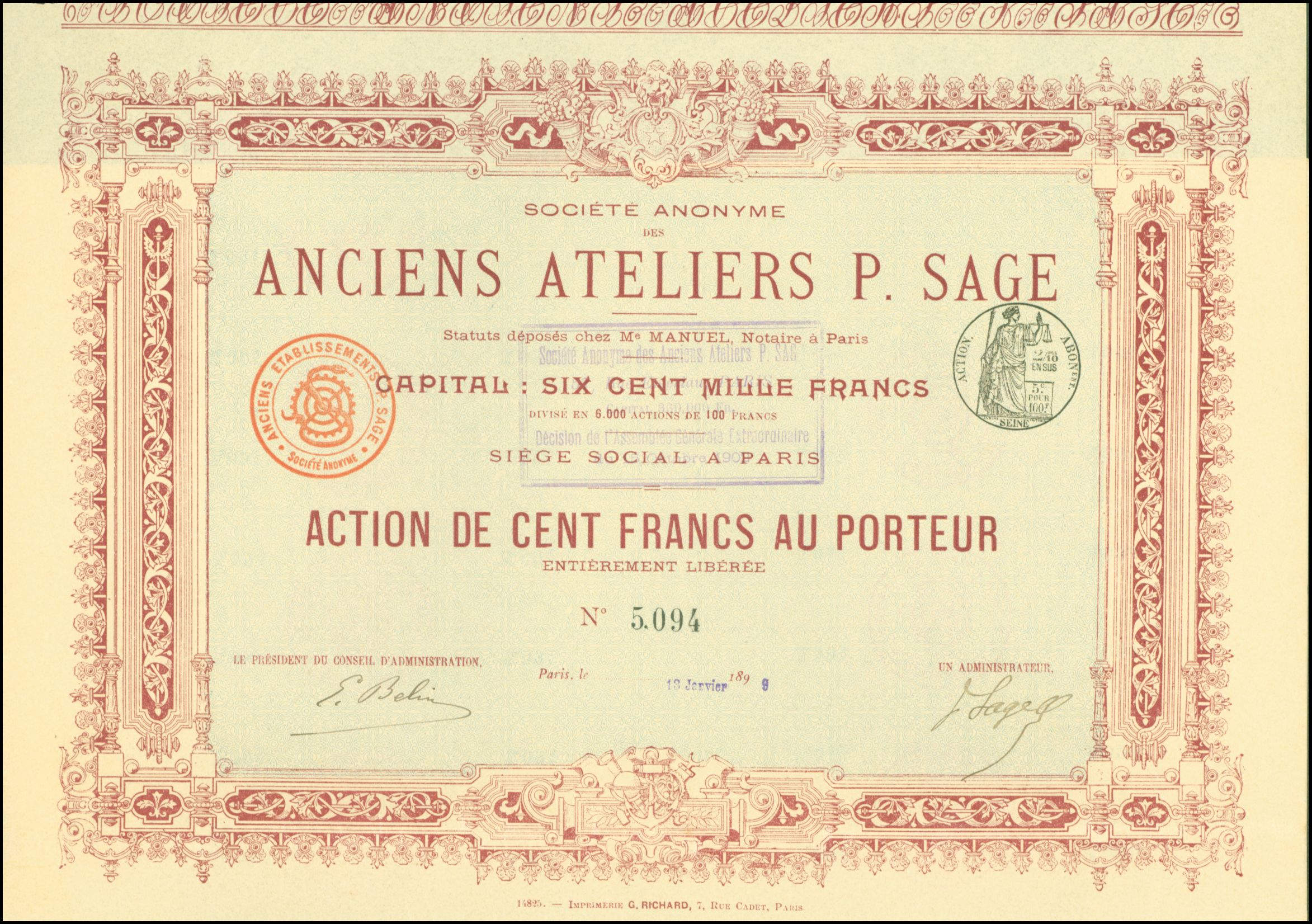
Aktie über 100 Francs der SA des Anciens Ateliers P. Sage vom 18. Januar 1899

Ateliers P. Sage war ein französischer Hersteller von Automobilen.

## Unternehmensgeschichte
Das Unternehmen aus Paris begann 1900 unter der Leitung von Paul Sage mit der Produktion von Automobilen. Der Markenname lautete Sage. 1906 endete die Produktion.

## Modelle
Die Modelle besaßen wahlweise Zweizylinder- oder Vierzylindermotoren. Die Motoren kamen von Abeille, Aster, Brouhot, Filtz und Mutel. 1906 leisteten die verschiedenen Motoren zwischen 10 und 50 PS.
Ein Fahrzeug dieser Marke ist im Cité de l’Automobile im französischen Mülhausen zu besichtigen.